# Parti frontiste

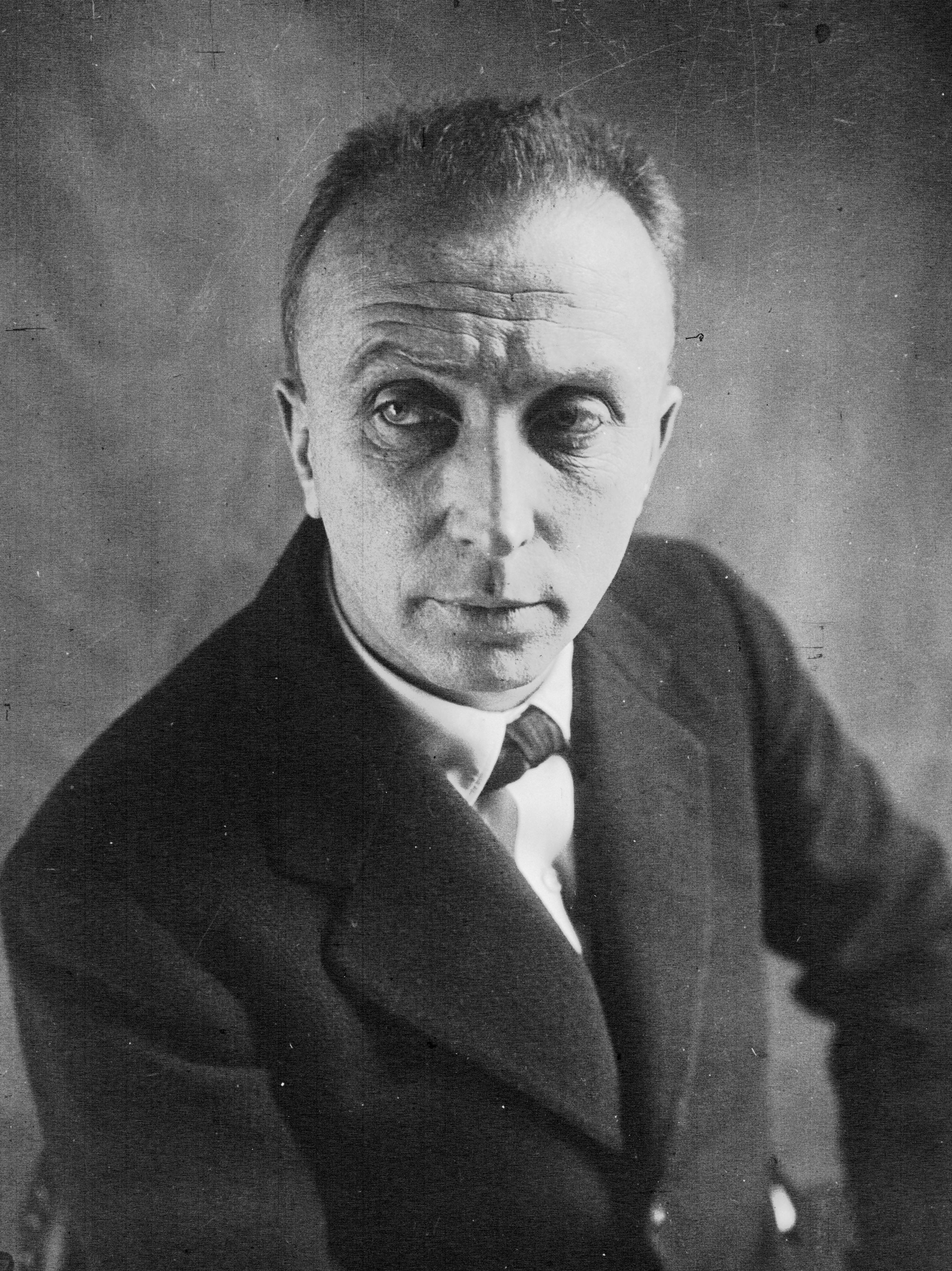
Gaston Bergery 1933

Die Parti frontiste (Frontpartei) war eine französische politische Partei, die im November 1936 von Gaston Bergery und Georges Izard gegründet wurde. Die Parti frontiste war Mitglied der Koalition der Volksfront.

## Geschichte

### Gründung
Die Troisième force (Dritte Kraft, auch Mouvement de la troisième force) war eine politische Bewegung in der Dritten Republik, die der Zeitschrift Esprit nahestand. Sie wurde 1933 von Georges Izard, André Déléage, Louis-Émile Galey und Georges Duveau gegründet, um einen dritten Weg zwischen Kapitalismus und Marxismus zu suchen.
Die Bewegung befürwortete in wirtschaftlichen Fragen die Planwirtschaft und in politischen Fragen den Antifaschismus, der von einer gewissen antiparlamentarischen Färbung begleitet wurde. Emmanuel Mounier, der dem politischen Kampf wenig abgewinnen konnte, zog sich aus der Bewegung zurück, als diese sich der Front commun contre le fascisme (Gemeinsame Front gegen den Faschismus, später Front social) von Gaston Bergery annäherte.
Schließlich schlossen sich die beiden Organisationen bei einer Konferenz in Lyon am 3. und 4. November 1934 zusammen. Die neue Partei nahm daraufhin den Namen Parti frontiste an, um sich von der Allianz zwischen der Parti communiste français und der Section française de l’Internationale ouvrière (SFIO) abzugrenzen.

### Partie frontiste
Izard und Bergery wurden bei den Parlamentswahlen von 1936 zu Abgeordneten gewählt und saßen in der Fraktion der Gauche indépendante (Unabhängige Linke). Die Partei versuchte, den Kampf gegen den Kapitalismus und die Ablehnung des Moskauer Kommunismus miteinander zu verbinden.
Die beiden Tendenzen der Bewegung schafften es jedoch nicht, nebeneinander zu bestehen. Im Jahr 1937 verließ Izard die Partei zusammen mit ehemaligen Mitgliedern der Troisième Force und ging zur SFIO. Umgekehrt näherte sich die Frontistenpartei Jacques Doriot und seiner Parti populaire français (Französische Volkspartei) an.
Nach dem Fall der spanischen Republik im Jahr 1939 veröffentlichte die Partei in ihrer Zeitung La Flèche de Paris einen Aufruf zur Subskription, um Flüchtlingen zu helfen.
Während des Zweiten Weltkriegs unterstützte Gaston Bergery Marschall Pétain, während Georges Izard sich der Résistance anschloss.